# Fossa fossana
Fossa fossana (Фаналока) — вид котовидих родини Фаланукові, ендемічний для лісів східної частини острова Мадагаскар. Діапазон проживання за висотою: від рівня моря до 1600 м, але дуже рідкісний вище 1000 м. Проживає у вологій тропічній низовині, на середніх висотах, у прибережних лісах, іноді в болотистих районах. Здається, що цей вид не адаптувався до вторинного середовища проживання.

## Морфологія
Морфометрія. Довжина голови й тіла: 400—450 мм, довжина хвоста: 210—230 мм, вага: самці до 2 кг, самиці до 1,5 кг.
Опис. Основний колір шерсті сірий з червонуватим відтінком. Має 4 ряди чорних плям на кожному з боків і кілька чорних плям на зовнішньому боці стегон. Плями можуть зливатися, утворюючи смуги, на спинній частині хвоста є темно-коричневі поперечні смуги. Нижня частина тіла сірувата чи білувата з нечіткими плямами. Кінцівки стрункі, ймовірно адаптовані для бігу.

## Поведінка
Нічний наземний вид. Вдень знаходить притулок у порожнинах дерев під колодами дерев або серед скель. Може траплятись як на ґрунті, так і на деревах. Харчується ракоподібними, червами, вугроподібними і жабами; у незначній мірі іншими продуктами тваринного походження й фруктами. Живуть парами, які контролюють свою територію. Вокалізація включає крики, стогони, і характерний вигук «Кокв-кокв», який можна почути лише у коли в присутності більш ніж однієї особини.

## Життєвий цикл
Період вагітності становить близько 82–89 днів (Albignac 1973). Потомство народжуються добре розвиненим; статева зрілість досягається у віці близько двох років. Дітонародження були зареєстровані в період з жовтня по січень, народжується одне дитинча. Воно важить 65–70 грамів при народженні, віднімається від грудей через 2 місяці і може досягти ваги дорослого у віці 1 року. Тривалість життя у неволі 11 років.

## Загрози та охорона
Серйозну загрозу для цього виду є вирубування лісів у місцях їхнього проживання для перетворення у сільськогосподарські угіддя, через лісозаготівлю та виробництво деревного вугілля. Піддається тиску мисливства заради м'яса. Також загрозою є хижацтво з боку здичавілих кішок, псів і малої індійської цівети (Viverricula indica). Проживає на кількох природоохоронних територіях.